# Adoxophyes marmarygodes
Adoxophyes marmarygodes es una especie de polilla del género Adoxophyes, tribu Archipini, subfamilia Tortricinae.

## Distribución
Se distribuye por Nueva Guinea.

## Taxonomía
Fue descrita por Diakonoff en 1952 y publicada en Verh. Konin. Neder. Akad. Weten. (2)49(1): 160.